# Alain Fortaich
Alain Fortaich est romancier et poète, né à Montréal en 1965.

## Œuvres
- 2003 La dragonne qui avait perdu sa flamme, jeunesse, Éd.3, Laval.
- 2000 Momento Mori, roman poétique, Éditions 3, Laval.
- 1997 La Rue Rose, récits, Éditions 3, Laval
- 1990 Collectif : Vincent : De la toile au poème, CAP, Paris

### Livres d'artiste/livres-objets (à compte d’auteur)
- 1990 Rouge, sérigraphies de Claude Fortaich
- 1989 Goodbye cruel world, sérigraphies de C. Fortaich
- 1987 L'Asiliaire, sérigraphies de C. Fortaich
- 1985 Fragment et Le Virtuose, sérigraphies de C. Fortaich
- 1984 L'Intrus, sérigraphies de C. Fortaich